# Пронизанолистен трибел
Пронизанолистният трибел (Smýrnium perfoliátum) е вид двугодишно тревисто растение от семейство Сенникови (Apiaceae), род Smyrnium.

## Употреба
Ядливо растение. Листните дръжки се използват в салати и като зелен зеленчук, подобно на целината. Плодовете на растението се използват като подправка.
Реликтна култура, която в момента практически не се култивира, но е била широко разпространена в Древен Рим и Гърция.

## Разпространение
Растението е разпространено предимно в Южна Европа – от Канарските острови и Средиземно море до Западна Азия и Балканския полуостров. Стига до Великобритания, Крим и Кавказ, където изглежда е подивял.

## Таксономия

### Синоними
- Selinum dioscoridis (Spreng.) E.H.L.Krause, 1904
- Smyrnium dioscoridis Spreng., 1818
- Smyrnium dodonaei Spreng., 1818
- Smyrnium maritimum Salisb., 1796
- Smyrnium matthioli C.Presl, 1822
- Smyrnium ramosum d'Urv., 1822
- Smyrnium rotundifolium Mill., 1768
- Smyrnium vulgare Gray, 1821